# راستی اندرسون
راستی اندرسون (انگلیسی: Rusty Anderson؛ زادهٔ ۲۰ ژانویهٔ ۱۹۵۹) یک موسیقی‌دان اهل ایالات متحده آمریکا است. وی از سال ۱۹۷۶ میلادی تاکنون مشغول فعالیت بوده‌است.